# Rambla (Montevideo)
La Rambla de Montevideo és una avinguda perllongada que voreja la costa del Riu de la Plata a Montevideo, Uruguai. Com a part de la identitat cultural de la ciutat de Montevideo, ha estat declarada monument històric nacional.
Constituïx al mateix temps una important via de circulació vehicular i un passeig per als vianants. Està vorejada per nombroses platges, entre les quals destaquen: Ramírez, Pocitos, Buceo, Malvín i Carrasco, entre d'altres.

## Denominacions

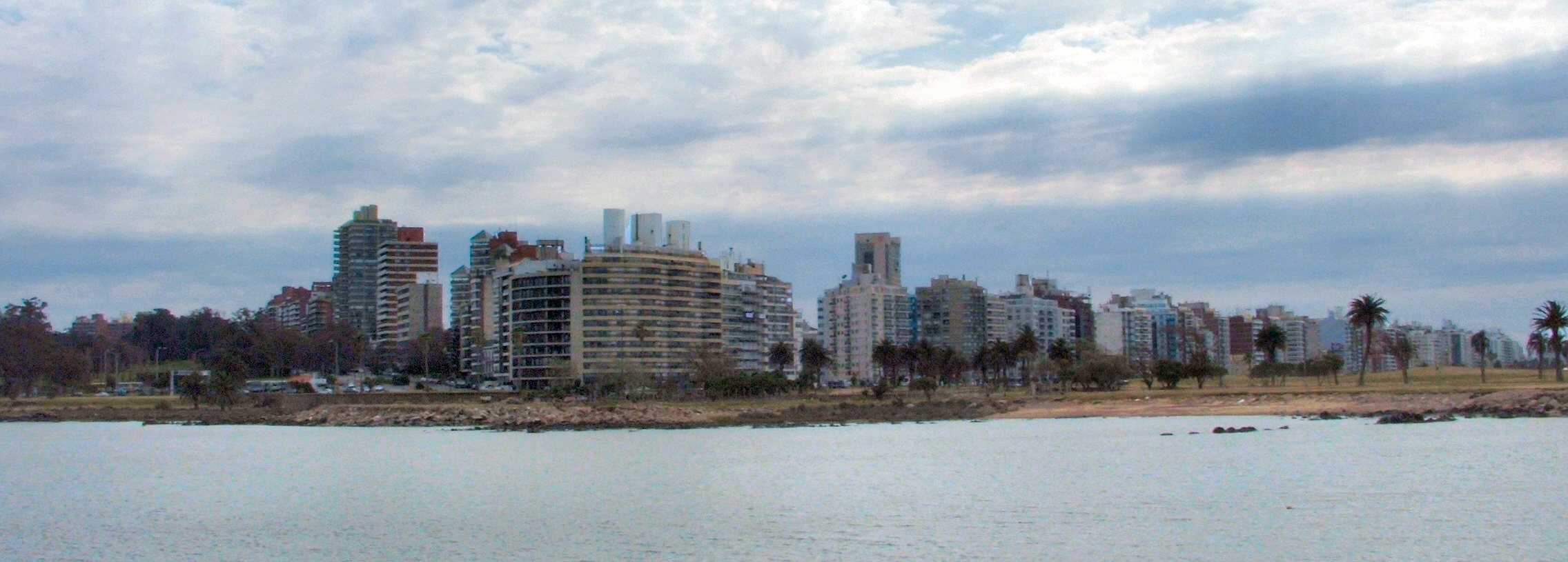
La Rambla a Punta Carretas, vista des del Far (any 2006).

Al llarg del seu recorregut va canviant de nom:
- Rambla Dr. Baltasar Brum
- Rambla Edison
- Rambla Sud América
- Rambla F.D.Roosevelt
- Rambla 25 de Agosto de 1825
- Rambla Francia
- Rambla Gran Bretaña
- Rambla Sur
- Rambla República Argentina
- Rambla Presidente Wilson
- Rambla Mahatma Gandhi[2]
- Rambla República del Perú
- Rambla Armenia[3]
- Rambla República de Chile
- Rambla O'Higgins[4]
- Rambla República de México[5]
- Rambla Tomás Berreta

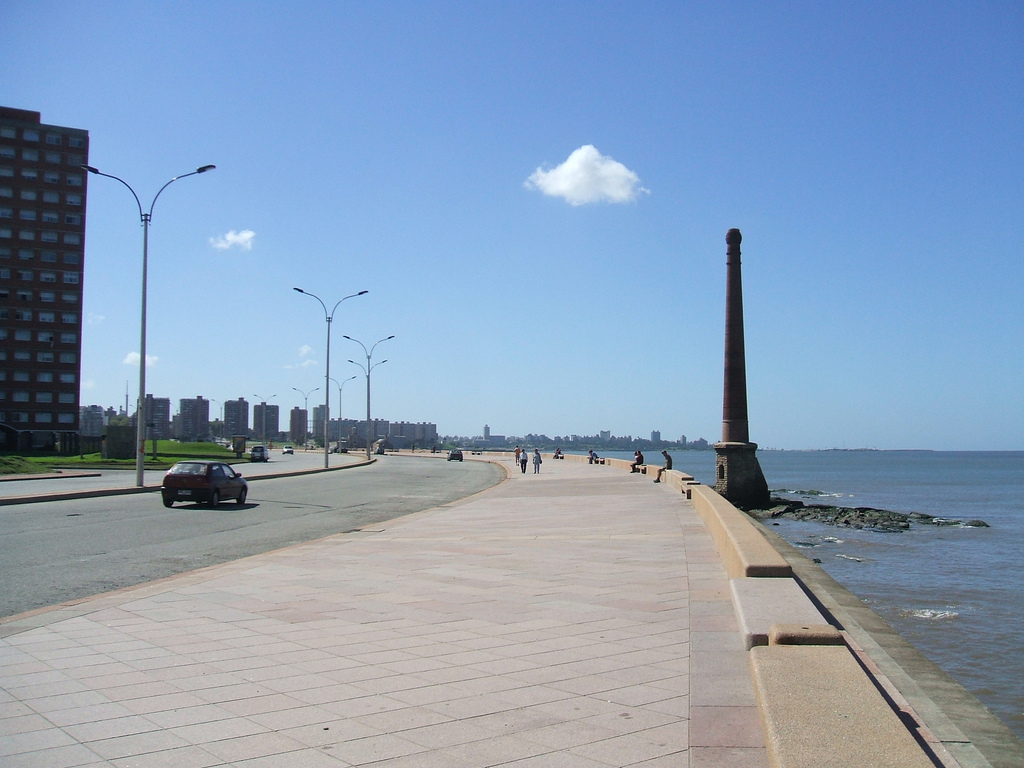
Rambla de Ciudad Vieja
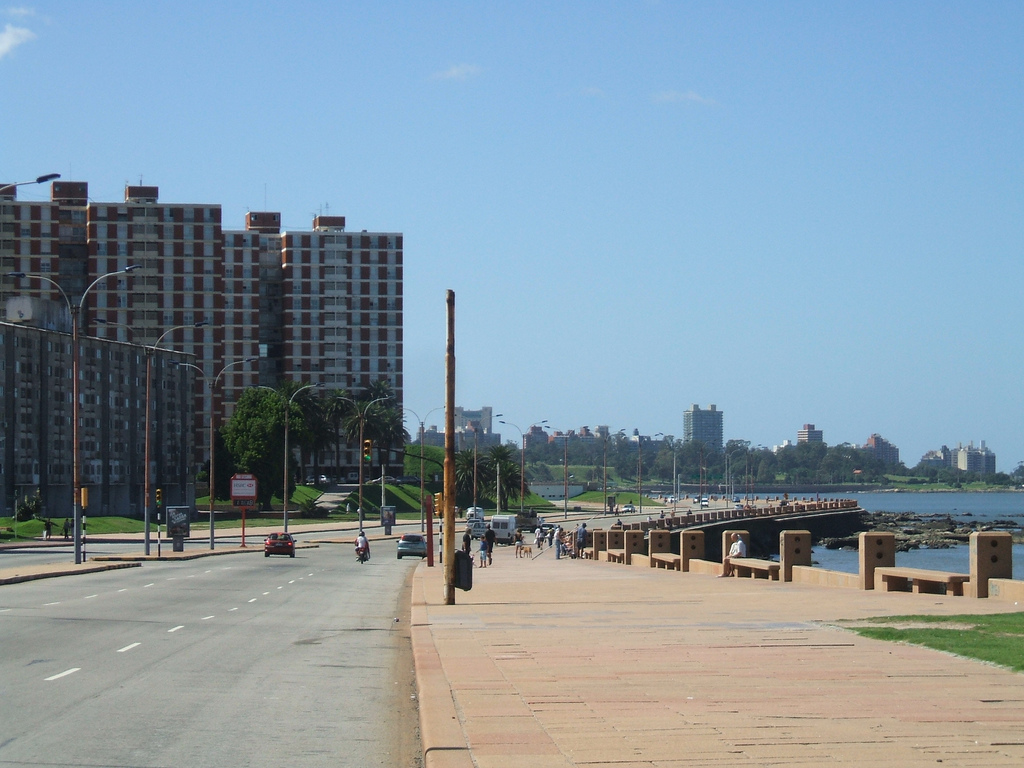
Rambla de Barrio Sur
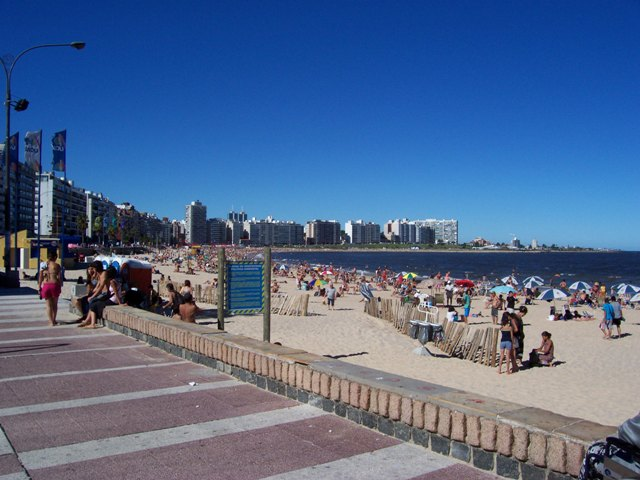
Rambla de Pocitos
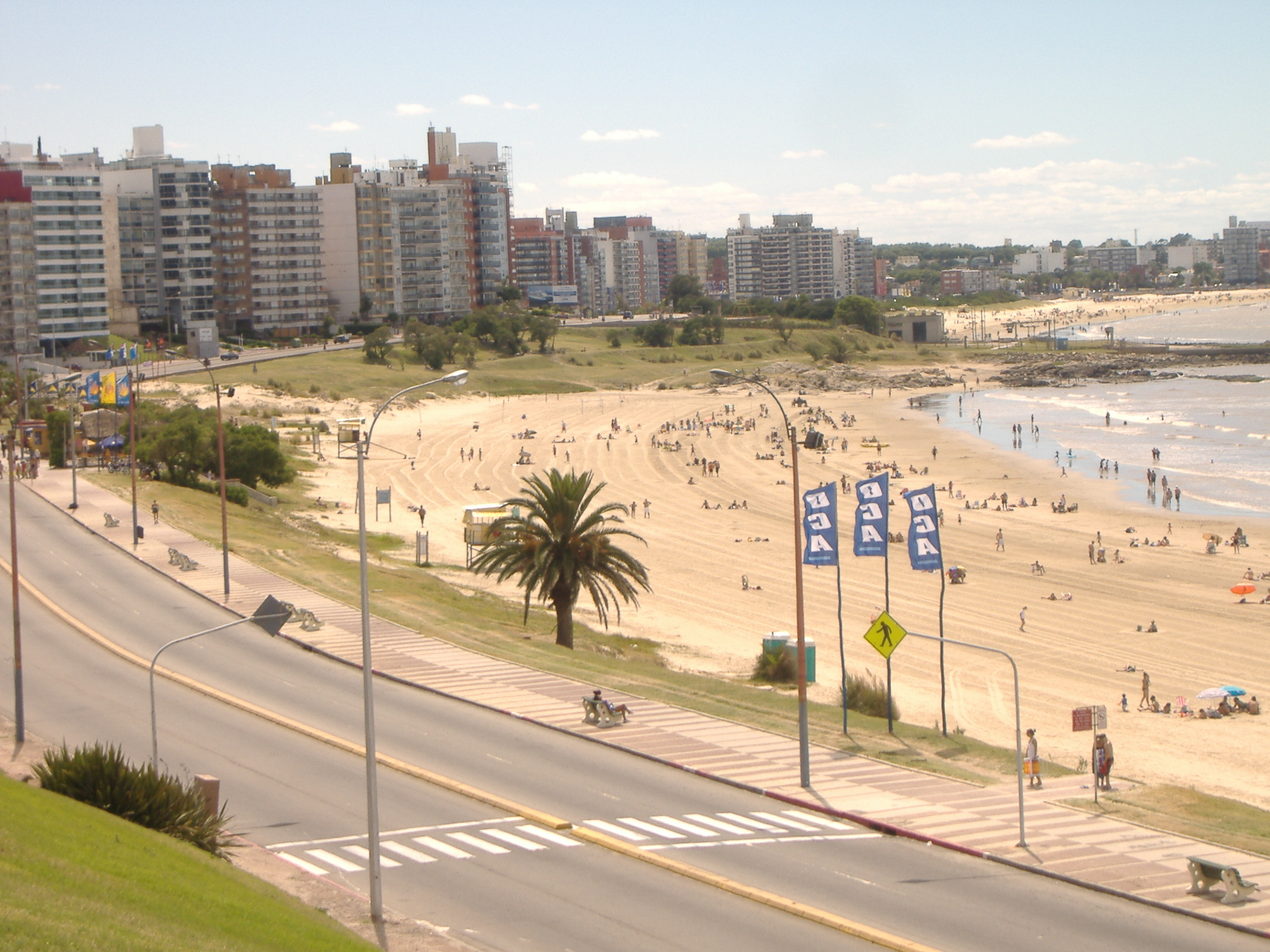
Rambla de Buceo
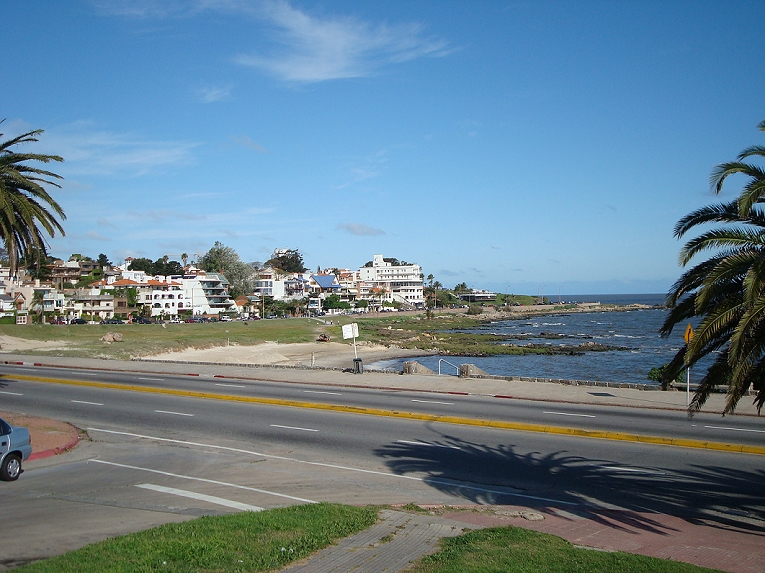
Rambla de Punta Gorda

## Patrimoni
La Rambla forma part de la identitat cultural de Montevideo. Per aquesta raó va ser inclosa per l'Uruguai en una iniciativa per promoure aquest passeig marítim com a Patrimoni de la Humanitat.